# Distrikt Bagua
Der Distrikt Bagua liegt in der Provinz Bagua in der Region Amazonas in Nord-Peru. Der Distrikt wurde am 25. April 2008 aus dem Distrikt La Peca herausgelöst. Er besitzt eine Fläche von 133 km². Beim Zensus 2017 wurden 28.836 Einwohner gezählt.  Sitz der Distrikt- und Provinzverwaltung ist die 419 m hoch gelegene Stadt Bagua mit 25.623 Einwohnern (Stand 2017). Bagua befindet sich knapp 100 km nordwestlich der Regionshauptstadt Chachapoyas.

## Geographische Lage
Der Distrikt Bagua liegt im Südwesten der Provinz Bagua. Der Río Utcubamba fließt entlang der westlichen Distriktgrenze nach Norden und mündet in den Río Marañón, der wiederum den Distrikt im Nordwesten begrenzt. Das Areal reicht im Norden bis zur Engpaßstelle Pongo de Rentema.
Der Distrikt Bagua grenzt im Südwesten an die Distrikte Bagua Grande und El Milagro (beide in der Provinz Utcubamba), im Nordwesten an die Distrikte Bellavista und Santa Rosa (beide in der Provinz Jaén), im Norden an den Distrikt Aramango, im Osten an die Distrikte La Peca und El Parco sowie im äußersten Südosten an den Distrikt Copallín.

## Ortschaften
Neben dem Hauptort gibt es folgende größere Ortschaften im Distrikt:
- Espital (297 Einwohner)
- Guadalupe (255 Einwohner)
- Peca Palacios (465 Einwohner)
- Tomaque (619 Einwohner)